# 1992年12月24日日食
1992年12月24日日食是一次日偏食，發生於1992年12月24日（西半球為12月23日）。新月當天（即朔日），地球上觀測到月球和太阳的角距離極小，此時月球如果恰好在月球交點附近，穿過太阳和地球之間，與地球、太阳接近一直線，則會出現日食。由於月球偏北或偏南，本影及偽本影從地球以北或以南經過而未接觸地表，只有半影覆蓋了地球北端或南端部分區域，形成日偏食。此次日偏食月球偏北，出現在亚洲東部、阿拉斯加西南部等地。

此次日偏食過程中月影在地表移動的動畫

## 日食概況

### 出現區域
本次日偏食可在中国大陆東半部、臺灣、蒙古東部、朝鲜半岛、日本、俄罗斯東南部、美国阿拉斯加州西南部及太平洋北部諸島看到。其中國際日期變更線以西的部分在12月24日看到日食，以東部分在12月23日看到日食。

### 基本參數
- 類型：日偏食
- 食分最大處（位於俄罗斯马加丹州北部）資料：
  - 時間：1992年12月24日0:30:42
  - 地點：65°42′N 155°42′E / 65.7°N 155.7°E
  - 食分：0.8422（日食帶內最大）[3]

## 相關的日食

### 1990-1992年的日食
月球交替位於相對的月球交點時，以半個交點年（食年），即約177天又4小時間隔出現下列日食。
| 升交點   | 升交點                    |          | 降交點             | 降交點 |
| 沙羅週期 | 地圖                      | 沙羅週期 | 地圖               |        |
| 121      | 1990年1月26日 環食        | 126      | 1990年7月22日 全食 |        |
| 131      | 1991年1月15日 環食        | 136      | 1991年7月11日 全食 |        |
| 141      | 1992年1月4日 環食         | 146      | 1992年6月30日 全食 |        |
| 151      | 1992年12月24日 偏食（北） |          |                    |        |

### 沙羅周期
沙羅周期長度為18年11天。本次日食屬於沙羅周期151，共包含72次日食，依次為1776年8月14日至2083年2月16日的18次日偏食、2101年2月28日至2191年4月23日的6次日環食、2209年5月5日的1次全環食（亦稱混合食）、2227年5月16日至2912年7月6日的39次日全食、2930年7月17日至3056年10月1日的8次日偏食，總共歷時1280.14年。其中最長的全食發生於2840年5月22日，共持續5分41秒。
下表列舉了1901年至2100年間發生的屬於該周期的日食，是第8至18次：
| 8              | 9              | 10             |
| -------------- | -------------- | -------------- |
| 1902年10月31日 | 1920年11月10日 | 1938年11月21日 |
| 11             | 12             | 13             |
| 1956年12月2日  | 1974年12月13日 | 1992年12月24日 |
| 14             | 15             | 16             |
| 2011年1月4日   | 2029年1月14日  | 2047年1月26日  |
| 17             | 18             |                |
| 2065年2月5日   | 2083年2月16日  |                |

## 資料來源
1. ↑  樊忠玉. . 中国天文科普网.   [2016-01-26]. （原始内容存档于2014-09-17）.
2. ↑  Fred Espenak. . NASA Eclipse Web Site.   [2019-01-01]. （原始内容存档于2020-10-20）.（英文）
3. ↑  Fred Espenak. . NASA Eclipse Web Site.   [2019-01-01]. （原始内容存档于2020-10-29）.（英文）
4. ↑  Fred Espenak. . NASA Eclipse Web Site.（英文）

## 外部連結
- NASA日食專頁（页面存档备份，存于）（英文）
- 可見區域圖和時間統計：由弗雷德·埃斯佩納克做出的日食預報，NASA/GSFC
  - 貝塞爾元素

| \| \| 日食 \|                             |                               |                                           |
| 上一次日食： 1992年6月30日日食 （日全食） | 1992年12月24日日食 （日偏食） | 下一次日食： 1993年5月21日日食 （日偏食） |
| 上一次日偏食： 1989年8月31日日食          | 1992年12月24日日食 （日偏食） | 下一次日偏食： 1993年5月21日日食          |
|                                           | 日食                          |                                           |